# Tommaso Plantageneto, II conte di Lancaster
Tommaso Plantageneto, secondo conte di Lancaster (1278 circa – Pontefract, 22 marzo 1322), nipote di re Enrico III d'Inghilterra per parte di padre, fu uno dei capi della rivolta che si scatenò contro Edoardo II.

## Biografia
Il padre di Tommaso era Edmondo Plantageneto, figlio minore di re Enrico III d'Inghilterra. Dal padre ereditò il titolo di conte di Lancaster e di Leicester. Aumentò il proprio prestigio sposando Alice de Lacy, contessa di Lincoln e Salisbury, divenendo uno dei feudatari più potenti del regno. Il suo dominio si estendeva su una buona fetta dell'Inghilterra centrale, che provvide a difendere costruendo castelli e fortezze.
Il matrimonio gli aveva portato dei beni, ma non dei figli, motivo per cui nel 1318 divorziò da Alice; la fine dell'unione non lo privò però dei titoli dell'ex-moglie. Infatti, secondo il contratto matrimoniale, erano comunque nell'eredità di Tommaso, quale che fosse l'esito del matrimonio.
Quando il cugino Edoardo II salì al trono nel 1308, Tommaso fu uno dei suoi più convinti sostenitori, ma poiché Pietro Gaveston pregava il re di ridimensionare il potere dei Lancaster, cambiò parere e si alleò con gli altri nobili contro il sovrano. Tommaso fu uno dei promotori della rivolta che obbligò il re e il suo favorito alla fuga, gettando l'Inghilterra nella guerra civile, esiliando Gaveston nel 1311 e facendolo uccidere l'anno seguente.
Nel 1314 gli scozzesi, che non osservavano inerti lo scorrere degli eventi, attaccarono l'Inghilterra ed Edoardo II portò l'esercito alla battaglia, perdendo clamorosamente nella Battaglia di Bannockburn contro Roberto I di Scozia. L'esito per il re non fu devastante solo dal punto di vista militare ma anche politico, perché il suo potere crollò finendo nelle mani dei nobili, in particolare in quelle di Tommaso.
Tuttavia egli non era il solo a volere il potere: Hugh le Despenser, I conte di Winchester e suo figlio Ugo Despenser il giovane, da sempre intimi del re, con il tempo si fecero strada riuscendo ad acquisire terre e denaro, forti della totale protezione del re che aveva nominato nel 1318 Ugo ciambellano reale.
La fortuna dei Despenser tuttavia vacillò nel 1321, quando Tommaso e gli altri nobili riuscirono a ottenere che fossero esiliati. L'esilio durò però solo un anno e al loro ritorno Tommaso capeggiò di nuovo i baroni. Ma questa volta fu pesantemente sconfitto e venne imprigionato nel marzo del 1322.
Il tribunale istituito per giudicarlo non era certamente imparziale, considerato il fatto che contava fra i suoi membri il re e i due Despenser. A Tommaso non fu per altro permesso di parlare per discolparsi e nessun altro poté farlo. Venne quindi condannato alla morte per decapitazione. Il suo sangue reale lo poneva al riparo dal più barbaro squartamento, ma la sentenza venne eseguita il 22 marzo 1322.
I titoli di Tommaso passarono, per grazia del re, al fratello Enrico nel 1327.
Negli anni immediatamente successivi Tommaso venne venerato come un martire da molti inglesi tanto che il re Edoardo III chiese la sua canonizzazione diverse volte.

## Ascendenza
|                                             |                       |                                    | Genitori                  |  |  | Nonni |  |  | Bisnonni               |  |  | Trisnonni               |  |
|                                             |                       |                                    |                           |  |  |       |  |  | Giovanni d'Inghilterra |  |  | Enrico II d'Inghilterra |  |
|                                             |                       |                                    |                           |  |  |       |  |  | Giovanni d'Inghilterra |  |  | Enrico II d'Inghilterra |  |
|                                             |                       | Eleonora d'Aquitania               |                           |  |  |       |  |  | Giovanni d'Inghilterra |  |  |                         |  |
| Enrico III d'Inghilterra                    |                       |                                    |                           |  |  |       |  |  | Giovanni d'Inghilterra |  |  |                         |  |
|                                             |                       | Isabella d'Angoulême               | Ademaro III d'Angoulême   |  |  |       |  |  |                        |  |  |                         |  |
|                                             |                       | Isabella d'Angoulême               | Ademaro III d'Angoulême   |  |  |       |  |  |                        |  |  |                         |  |
|                                             |                       | Isabella d'Angoulême               | Alice di Courtenay        |  |  |       |  |  |                        |  |  |                         |  |
| Edmondo Plantageneto, I conte di Lancaster  |                       | Isabella d'Angoulême               |                           |  |  |       |  |  |                        |  |  |                         |  |
|                                             |                       | Raimondo Berengario IV di Provenza | Alfonso II di Provenza    |  |  |       |  |  |                        |  |  |                         |  |
|                                             |                       | Raimondo Berengario IV di Provenza | Alfonso II di Provenza    |  |  |       |  |  |                        |  |  |                         |  |
|                                             |                       | Raimondo Berengario IV di Provenza | Garsenda di Provenza      |  |  |       |  |  |                        |  |  |                         |  |
| Eleonora di Provenza                        |                       | Raimondo Berengario IV di Provenza |                           |  |  |       |  |  |                        |  |  |                         |  |
|                                             |                       | Beatrice di Savoia                 | Tommaso I di Savoia       |  |  |       |  |  |                        |  |  |                         |  |
|                                             |                       | Beatrice di Savoia                 | Tommaso I di Savoia       |  |  |       |  |  |                        |  |  |                         |  |
|                                             |                       | Beatrice di Savoia                 | Margherita di Ginevra     |  |  |       |  |  |                        |  |  |                         |  |
| Tommaso Plantageneto, II conte di Lancaster |                       | Beatrice di Savoia                 |                           |  |  |       |  |  |                        |  |  |                         |  |
|                                             | Luigi VIII di Francia | Filippo II di Francia              |                           |  |  |       |  |  |                        |  |  |                         |  |
|                                             | Luigi VIII di Francia | Filippo II di Francia              |                           |  |  |       |  |  |                        |  |  |                         |  |
|                                             | Luigi VIII di Francia | Isabella di Hainaut                |                           |  |  |       |  |  |                        |  |  |                         |  |
| Roberto I d'Artois                          | Luigi VIII di Francia |                                    |                           |  |  |       |  |  |                        |  |  |                         |  |
|                                             |                       | Bianca di Castiglia                | Alfonso VIII di Castiglia |  |  |       |  |  |                        |  |  |                         |  |
|                                             |                       | Bianca di Castiglia                | Alfonso VIII di Castiglia |  |  |       |  |  |                        |  |  |                         |  |
|                                             |                       | Bianca di Castiglia                | Eleonora d'Inghilterra    |  |  |       |  |  |                        |  |  |                         |  |
| Bianca d'Artois                             |                       | Bianca di Castiglia                |                           |  |  |       |  |  |                        |  |  |                         |  |
|                                             |                       | Enrico II di Brabante              | Enrico I di Brabante      |  |  |       |  |  |                        |  |  |                         |  |
|                                             |                       | Enrico II di Brabante              | Enrico I di Brabante      |  |  |       |  |  |                        |  |  |                         |  |
|                                             |                       | Enrico II di Brabante              | Matilde delle Fiandre     |  |  |       |  |  |                        |  |  |                         |  |
| Matilde del Brabante                        |                       | Enrico II di Brabante              |                           |  |  |       |  |  |                        |  |  |                         |  |
|                                             |                       | Maria di Svevia                    | Filippo di Svevia         |  |  |       |  |  |                        |  |  |                         |  |
|                                             |                       | Maria di Svevia                    | Filippo di Svevia         |  |  |       |  |  |                        |  |  |                         |  |
|                                             |                       | Maria di Svevia                    | Irene Angela              |  |  |       |  |  |                        |  |  |                         |  |
|                                             |                       | Maria di Svevia                    |                           |  |  |       |  |  |                        |  |  |                         |  |